# Elvy (färja)

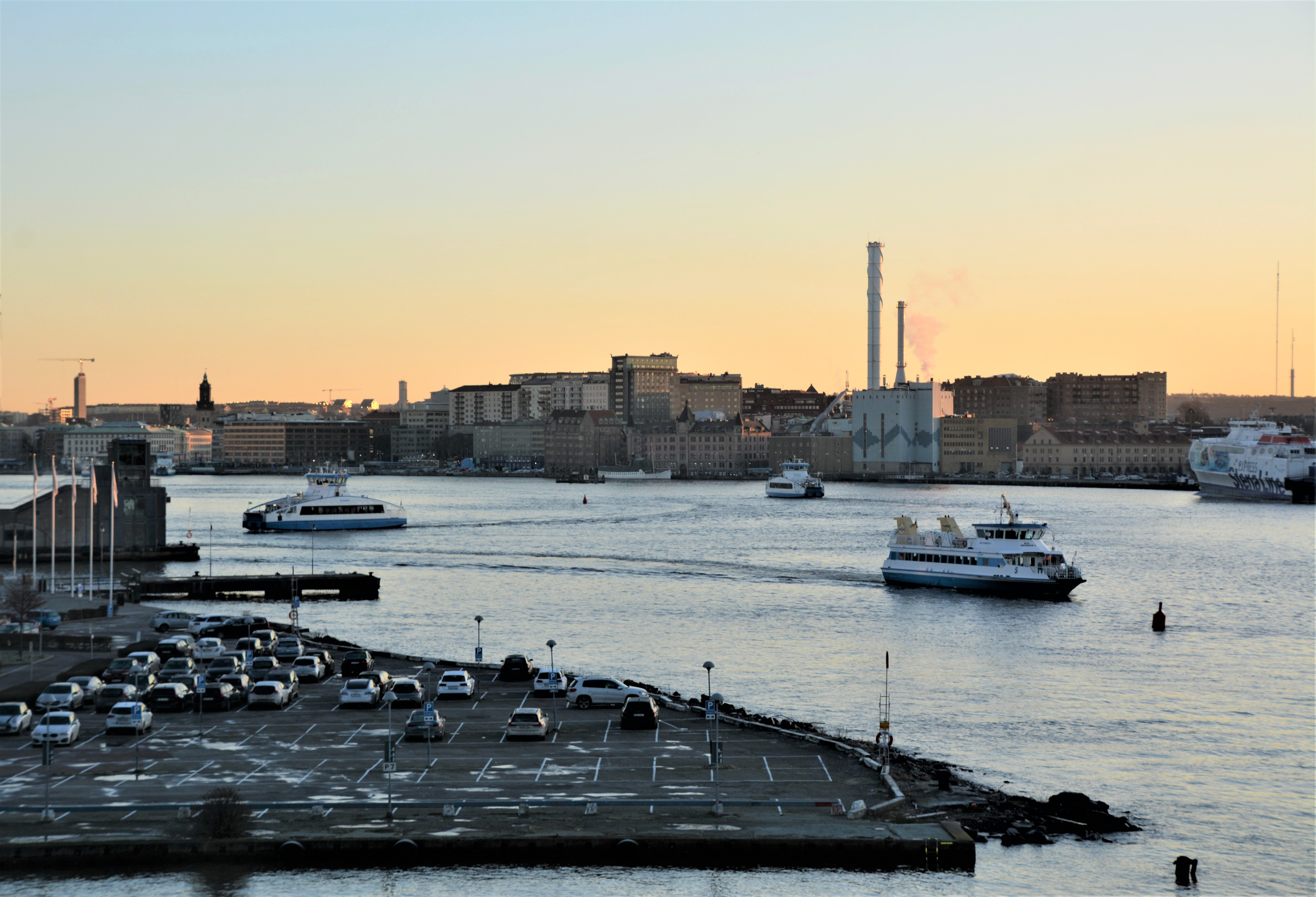
Färjorna Elvy, Älvfrida och Älv-Snabben på väg till och från Lindholmspiren en decembermorgon 2019.

Elvy är en passagerarfärja på Göta älv i Göteborg. Hon är en elhybridfärja och Västtrafiks första färja med eldrift. Batteriet räcker för cirka sex timmars drift och kan laddas under gång av fartygets dieselmotor eller vid kaj från det fasta elnätet.
Sedan maj 2024 trafikerar Elvy linje 286 mellan Stenpiren och Lindholmspiren på Hisingensidan och linje 287 mellan Stenpiren och Lundbystrand också den på Hisingensidan.